# Vincenzo di Biagio Catena

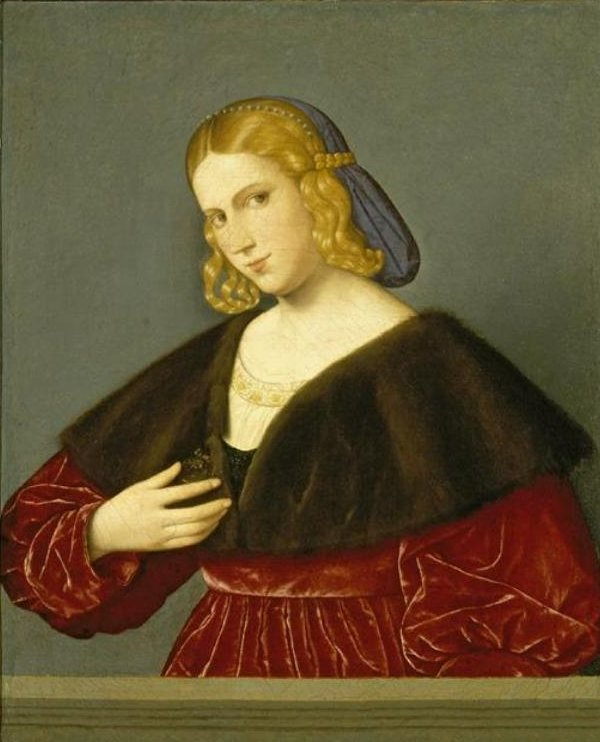
Vincenzo di Biagio Catena – Porträtt av en kvinna (cirka 1520)

Vincenzo di Biagio Catena, född omkring 1470, död 1531, var en venetiansk konstnär.
Catena var en framstående lärjunge till Giovanni Bellini och Giorgione. Catenas religiösa målningar präglas av naivitet och en varm, om hans lärare påminnande färgställning. National Gallery i London bevarar hans främsta verk, Madonnan med en riddare. I akademin i Venedig finns hans Madonnan mellan Sankt Hieronymus och Sankt Franciscus. Catena målade även enstaka porträtt.